# Voix prolétarienne
 (septembre 2017).

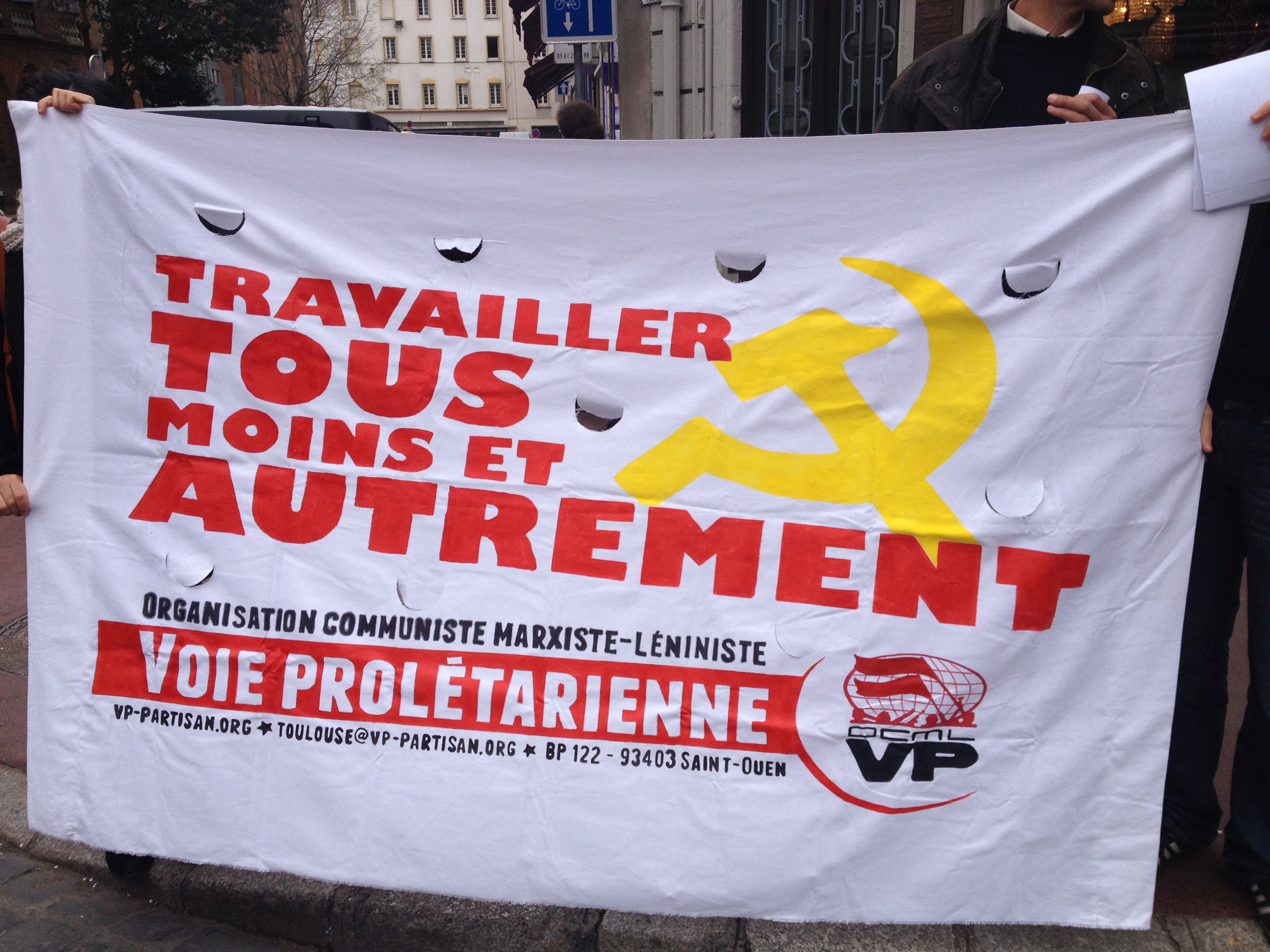
Banderole de l'OCML-VP lors d'une manifestation en 2013.

L'Organisation communiste marxiste-léniniste – Voie prolétarienne est une organisation politique maoïste française fondée en 1976, à partir du groupe Voix populaire.

## Historique

### Minorité de Voix populaire puis VP
Voix prolétarienne est le nom pris en 1969 par le groupe maoïste français Voix populaire.
À la suite de la dissolution prononcée par sa majorité en 1972, la minorité, issue principalement de sa cellule marseillaise, a continué à militer sous le même nom dans les usines lyonnaises. D'autres militants ont alors fusionné avec le groupe Ligne rouge pour donner naissance à Prolétaire ligne rouge.

### Fondation de l'OCML-VP
En 1976, les uns et les autres se sont retrouvés, avec des militants issus d'autres groupes maoïstes sous le nom d'Organisation communiste marxiste léniniste — Voie prolétarienne (OCML-VP), entendant poursuivre « la lutte politique contre les positions chauvines, le corporatisme et le « produisons français », contre l'impérialisme, pour l'égalité des droits entre français et immigrés, entre hommes et femmes, contre le racisme et l'homophobie, pour la défense des plus opprimés »[source insuffisante].
En 2016, l'OCML subit deux scissions, qui donnent naissance à l'Union prolétarienne marxiste-léniniste (UPML) et à Lyon à l'Union communiste (UC), toutes deux membres de l'ICOR.
Selon Le Point, l'OCML-VP est en 2023 proche du Collectif Palestine vaincra.

## Presse
L'OCML-VP publie le mensuel Partisan Magazine, 

## Implication dans le syndicalisme
Ses militants syndiqués au sein de la CGT s'expriment à travers le blog Où va la CGT ?.